# Chemin du Calquet
Le chemin du Calquet est une voie de Toulouse, chef-lieu de la région Occitanie, dans le Midi de la France.

## Situation et accès

### Description
Le chemin du Calquet est une voie publique. Il se trouve dans le quartier de Lardenne. Il correspond à une partie de l'ancien chemin vicinal no 75, dit « du Calquet ».
La chaussée compte une seule voie de circulation automobile à double-sens. Elle appartient à une zone 30 et la vitesse y est limitée à 30 km/h.  Il n'existe pas d'aménagement cyclable.

### Voies rencontrées
Le chemin du Calquet rencontre les voies suivantes, dans l'ordre des numéros croissants (« g » indique que la rue se situe à gauche, « d » à droite) :
1. Avenue de Lardenne
2. Chemin de Saint-Amand (g)
3. Impasse des Capelles (d)
4. Chemin de Baluffet (d)
5. Chemin Salinié

## Odonymie
Le chemin tient son nom du domaine de Teynier, un ancien domaine agricole qu'il desservait. Le château, qui s'élève près de l'avenue de Lardenne (actuel no 4 chemin du Calquet) avait appartenu, entre la fin du XVIIIe siècle et 1921, à la famille Teynier, dont Jean-Louis de Teynier, négociant toulousain, prieur de la bourse des marchands et capitoul en 1767-1768.
Au XVe siècle, le domaine était une dépendance du fief que possédait la famille du Bourg, et particulièrement Louis du Bourg, dans le terroir de Lardenne (actuel château Calquet, no 100 chemin du Commandant-Joël-Le Goff) : aussi le chemin Teynier a-t-il été désigné au XVIe siècle comme le chemin Dubourg. Au XVIIe siècle, c'est aussi le chemin de Beauregard ou de Griffoulet : ces noms rappellent François de Griffolet (1635-1701), seigneur de Beauregard et trésorier général de France, qui possédait un château au bord du Touch. D'ailleurs, en 1974, lorsque l'impasse Teynier fut coupée en deux parties, à la suite du percement de l'avenue du Groupe-Morhange, puis de l'aménagement de la rocade (actuelle autoroute A621/périphérique de Toulouse), le nom de Beauregard a été rendu à la partie du chemin qui était restée à l'est de la rocade.

## Patrimoine et lieux d'intérêt

### Château de Teynier - Boehringer Ingelheim
Un château est construit au milieu du XVIIIe siècle par la famille Paucheville. Il comprend alors un logis, des communs et un pigeonnier, ainsi que des terres labourables, des vignes et des prés. Avant 1783, le château et son domaine sont acquis par le marchand Jean-Louis de Teynier, ancien prieur de la bourse des marchands et capitoul. En 1829, Joseph Teynier fait édifier l'orangerie.
En 1921, M. de Ville-Teynier vend le château et son domaine à l'Institut de sérothérapie de Toulouse. Plusieurs bâtiments sont construits après 1947. En 1983, le groupe Rhône-Poulenc crée l'entreprise Rhône Mérieux, qui regroupe les activités vétérinaires de l'Institut Mérieux, de l'Institut de sérothérapie de Toulouse, de Specia et du Laboratoire Roger Bellon. En 1997, elle fusionne avec Merck & Co. pour former une co-entreprise, le groupe Merial, racheté en 2017 par l'entreprise allemande Boehringer Ingelheim.

### Maisons
- no  36 : maison toulousaine (deuxième moitié du XIXe siècle)[6].
- no  38 : maison toulousaine (deuxième moitié du XIXe siècle)[7].
- no  43 : maison toulousaine (deuxième quart du XXe siècle).
- no  53 : maison toulousaine (deuxième moitié du XIXe siècle)[8].
- no  55 : maison toulousaine (deuxième moitié du XIXe siècle)[9].
- no  56 : maison (deuxième moitié du XIXe siècle)[10].
- no  61 : maison toulousaine (deuxième quart du XIXe siècle)[11].
- no  61 bis : maison toulousaine (deuxième moitié du XIXe siècle)[12].